# 葡萄王生技
葡萄王生技股份有限公司（英語：Grape King Bio Ltd.），臺灣上市公司，下轄三大事業體：母公司葡萄王生技（以B2C業務為主），子公司葡眾企業（以傳銷型式販售保健食品）以及上海葡萄王（B2B代工）。

## 資訊
1982年12月20日，經經濟部證券管理委員會核准，葡萄王企業股票於臺灣證券交易所上市，股票代號1707。
1987年，葡萄王企業正式受行政院衛生署認定為「已實施GMP藥廠」。

## 沿革

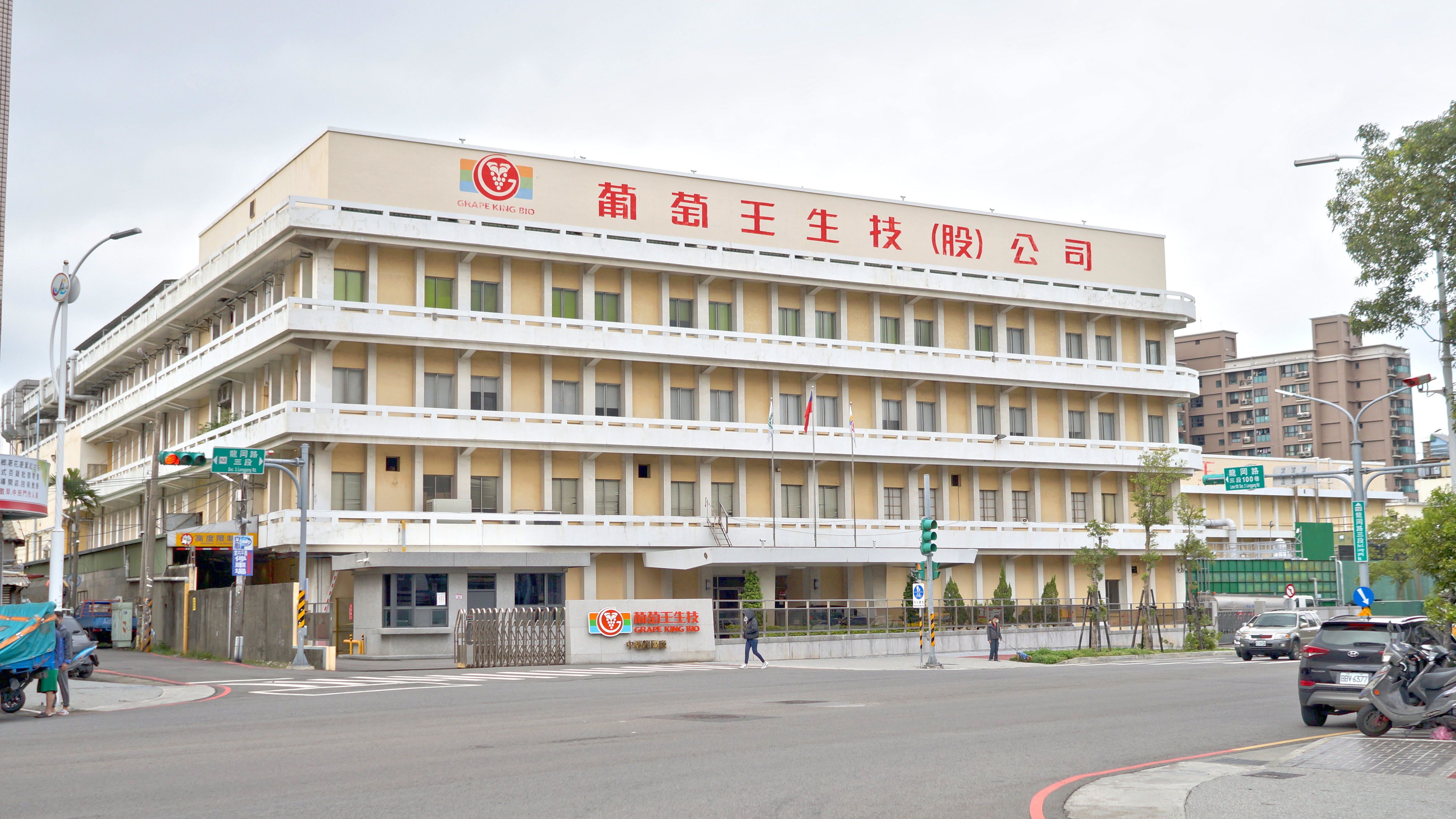
葡萄王生技中壢龍岡廠

1969年，曾水照與兩位臺灣中南部藥房老闆合資創立「中國扶桑生晃製藥工業股份有限公司」，生產「康貝特」體力口服液。1971年中國扶桑生晃製藥成立「葡萄王食品股份有限公司」，1973年中國扶桑生晃製藥再成立「康貝香妝品股份有限公司」，1976年康貝香妝品更名為「海飛絲美容品股份有限公司」。1977年，中國扶桑生晃製藥與美國先靈大藥廠技術合作，葡萄王食品逐漸轉型為藥廠色彩。1977年8月14日，中國扶桑生晃製藥、葡萄王食品、海飛絲美容品與輔仁大學體育學系建教合作成立成人棒球隊伍「葡萄王棒球隊」，在台北國賓大飯店二樓聯誼廳舉辦成立暨授旗典禮。
1979年，扶桑生晃製藥與葡萄王食品合併為「葡萄王企業股份有限公司」；二年後，葡萄王企業併購海飛絲美容品。1990年代，葡萄王企業開始以傳（直）銷方式經營銷售美容品。1991年，葡萄王企業成立生物工程中心，並與日本東洋發酵合作開發「解久益」合成飲料。
1994年，奉經濟部投資審議委員會核准，葡萄王企業經第三國轉投資，於上海設立「上海葡萄王企業有限公司」。2002年，葡萄王企業變更公司名稱為葡萄王生技。2010年，葡萄王生技實施組織變革及品牌再造，啟用第二代商標。2014年11月創辦人曾水照之么子-曾盛麟出任葡萄王生技集團董事長。2017年，葡萄王生技總部成立觀光工廠「葡萄王健康活力能量館」，免費參觀。2018年葡萄王生技將CSR委員會改組為ESG委員會，首次招募ESG永續管理師，成為台灣第四家加入RE100再生能源組織的企業品牌。2019年，葡萄王生技與全宇生技及另一位大股東邱顯智在馬來西亞成立合資公司GK BIO。
2020年葡萄王生技在桃園平鎮區投資12億建置5千多坪新廠，並於2023年竣工，曾盛麟董事長將其名為健康展望園區。2021年底，統一企業入股葡萄王，持股8%，由高秀玲擔任董事。2022年斥資上億擴充 120 噸發酵槽產能並宣布打造「HDMO」商業模式，拓展企業多元化經營。曾盛麟表示葡萄王願意與 KOL 共享發想、企劃、原料確認、製程、試用等各個環節，實踐「參與」和「共創」。2023年前3季針對生技公司ESG聲譽排名及ESG三面向聲譽排名，葡萄王分別獲得8.1分及9.7分高分。同年，董事長曾盛麟於企業內推動導入ISO 37001反賄賂管理國際標準註。2023年葡萄王與弘光科大針對國內素食市場共同開發真菌蛋白3D列印植物肉。2024年葡萄王生技贊助第二十二屆TAA校園創意提案競賽。，並成為台灣生技業第一家正式取得SBTi科學基礎減碳目標倡議之淨零目標驗證的企業。

## 獲獎與榮譽
- 多項生技業國家級獎項[13]
- 康貝兒乳酸菌，2003年國家生技醫療品質獎[13]
- 益生菌GKM3，2024年第21屆國家新創獎[14]
- 樟芝，2024年國家生技醫療品質獎銅獎 (保健食品唯一)[15]

## 關係企業
- 葡眾企業股份有限公司
- 上海葡萄王企業有限公司

## 爭議

### 竄改有效期限
2016年底，葡萄王生技被爆出旗下多款產品有竄改有效期限之疑慮，葡萄王生技董事長曾盛麟宣稱為家族內鬥，檢察官傳喚多名相關人士到案說明。
2019年1月3日，葡萄王生技多款產品竄改有效期限案，台北地檢署偵查終結，檢察官認定董事長曾盛麟涉及詐欺等罪嫌，因全數認罪，予以緩起訴處分；但曾盛麟須支付公庫新台幣1000萬元。葡萄王生技發出聲明稿表示，產品改標事件是已離職的陳姓主管主導，主導者與決策者並非曾盛麟。

## 軼事
- 1990年，葡萄王企業推出「奇檬子愛情飲料」（取「心情」一詞之日語音譯「奇檬子」）。廣告由李明依代言，廣告詞「只要我喜歡，有什麼不可以」蔚為風潮[17]。
- 2016年10月21日，葡萄王生技創下股票上市以來的歷史天價：每股新台幣282元。

## 外部連結
- 官方网站
- 葡萄王生技的Facebook專頁
- 葡萄王生技的Instagram帳戶
- YouTube上的葡萄王生技頻道